# Mohamed Reda
 (février 2014).
Si vous disposez d'ouvrages ou d'articles de référence ou si vous connaissez des sites web de qualité traitant du thème abordé ici, merci de compléter l'article en donnant les références utiles à sa vérifiabilité et en les liant à la section « Notes et références ».
Ne doit pas être confondu avec Mohamed Reda (squash).
Mohamed Reda, né à Marrakech en 1978, est un chanteur marocain. Il s'inscrit dans le courant des rénovateurs de la chanson marocaine et arabe. Tout comme Cheb Khaled, Amr Diab et Samira Saïd, il a cherché à internationaliser son répertoire et porter la musique orientale vers d'autres marchés.

## Biographie

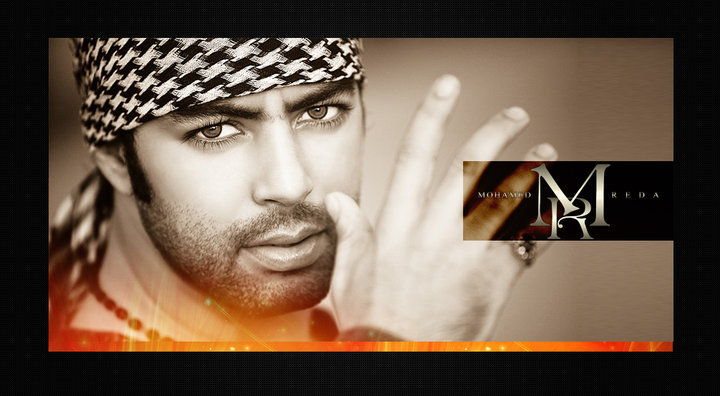
Mohamed Reda.

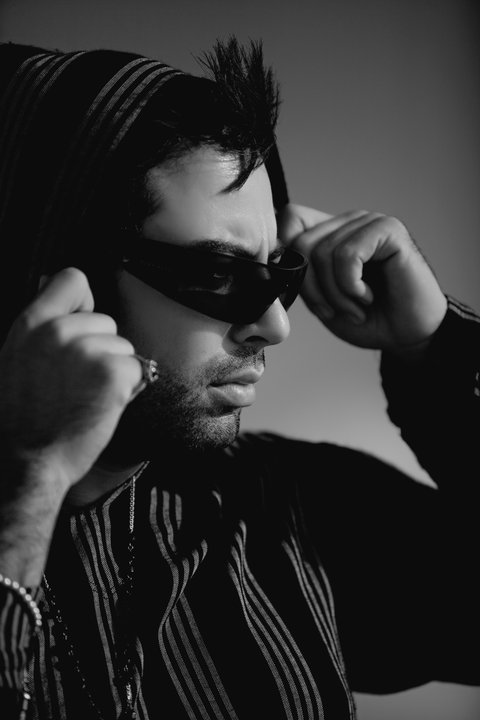
Mohamed Reda.

Dès son plus jeune âge Mohamed Reda a développé une sensibilité musicale et artistique étonnante. Très tôt il a été influencé par les icônes de la chanson arabe tels que Mohamed Abdelouahab, Oum Kalsoum, Abdelhalim Hafez.
Avant  d’entrer de plain pied dans sa carrière d’auteur, compositeur, interprète. Mohamed Réda s’est longuement intéressé à la peinture ainsi qu’à la sculpture, il a même exposé quelques œuvres dans des galeries réputés de Marrakech et Essaouira.
Le sport est aussi une composante importante de la vie de l’artiste. Il a pratiqué les arts martiaux à un niveau de compétition (Full Contact) durant près de 10 années et fut notamment champion du Maroc de Light contact. Il a pourtant décidé de ne pas s’engager davantage dans une carrière sportive pour privilégier la chanson.
Pour ce faire, il suit une formation poussée au conservatoire de Marrakech durant 4 années. Après quoi il participe à de nombreux festivals, au Maroc ainsi qu’à l'étranger lui permettant d’étoffer sa réputation de chanteur populaire. Il compose et interprète alors plusieurs chansons qui rencontrent un authentique succès comme Alach ya ghzal, Arfod. Le titre Arfod lui permet d’ailleurs d’obtenir en 2000 le 1er prix de la chanson arabe au festival de Casablanca, ainsi que le 2e prix au festival de Dubaï en 2001.  
Il passe un nouveau cap dans sa carrière musicale en enregistrant ses premiers vidéoclips Mawada, Khalass Hassibak, Chahlet l’Aayani et Brawni N’ssak qui ont été classés parmi les meilleurs clips des chaînes marocaines et arabes. Tout en continuant de travailler avec des auteurs et compositeurs marocains, il enregistre plusieurs chansons et participe à de nombreux festivals arabes et occidentaux. C’est à l’occasion du festival d'Alexandrie en Égypte qu’il reçoit le 2e prix de la chanson arabe.
En 2006, il sort Mon Histoire un album produit par DJ Youcef, qui connaît un succès international et est distribué dans près de 30 pays. Pendant près de deux années, il se consacre à la scène et effectue une tournée planétaire pour rencontrer ses fans à travers le monde. Ce qui lui permettra de se produire sur les scènes les plus prestigieuses tels que l'Opéra de Carmen ou l’Olympia à Paris.
Durant l’année 2009, Mohamed Reda participe à l’album Rai n’B Fever 3 où il chante en duos avec Vitaa et Amel Bent, consacré par un disque d’or avec plus de 100 000 exemplaires vendus en France.
L’année 2010, connait la sortie de son premier Best Of avec quelques inédits tels que ses duos avec l’artiste Hassan Idbasaid et le rappeur Raiss. Cet album connait encore un grand succès. La même année, l’artiste fait acte de son engagement en faveur de l’intégralité territorial du Maroc en participant à la grande marche de Washington organisée pour dénoncer les agissements du gouvernement espagnol et réclamer la résolution du conflit du Sahara occidental.
À l’occasion de son séjour aux États-Unis, il est invité par le Washington Post et Dendana TV à New York, pour promouvoir la sortie de son titre Kbayel Sahara. Actuellement en pleine préparation de l’album Maghribna, Mohamed Reda trouve le temps de se consacrer aussi à la vie associative, en parrainant des actions ainsi qu’en animant des soirées caritatives.
Fin 2011, Mohamed Reda est proposé par le moroccoworldnews : Meilleur artiste de l'année 2011.

## Discographie
- 2006 : Mon Histoire
- 2010 : Best of